# Чиков (хутор)
Чиков — хутор в Октябрьском районе Волгоградской области России, в составе Заливского сельского поселения.

## История
Дата основания не установлена. Хутор Чиков впервые обозначен на карте 1812 года. По состоянию на 1936 год — в составе Ворошиловского района Сталинградской области (Октябрьского района Волгоградской области). С 1959 года — в составе Шебалиновского сельсовета. С 1966 года - в составе Заливского сельсовета. Решением облисполкома от 28 ноября 1967 года переименован в хутор Сизов в честь красноармейцев братьев Сизовых, погибших в хуторе Чиков в период Гражданской войны. Однако с 1972 года и по настоящее время именуется опять как Чиков.

## География
Хутор расположен на левом берегу реки Аксай Есауловский к северу от хутора Заливский.

## Население
| 2002 |
| ---- |
| 389  |

| 2010 |
| ---- |
| 375  |